# Hviding (parochie)
Hviding is een parochie van de Deense Volkskerk in de Deense gemeente Esbjerg. De parochie maakt deel uit van het bisdom Ribe en telt 790 kerkleden op een bevolking van 865 (2004). 
De parochie was tot 1070 deel van Hviding Herred. In dat jaar werd de parochie opgenomen in de nieuwe gemeente Ribe. Deze ging in 2007 op in de vergrote gemeente Esbjerg.